# Rasmus Andersson
Rasmus Andersson, född 17 april 1993, är en svensk fotbollsspelare (mittfältare).

## Karriär
Anderssons moderklubb är Arvidstorps IK, som han lämnade 2006 för spel i Falkenbergs FF. Andersson blev uppflyttad i Falkenbergs A-trupp till säsongen 2013. Han spelade sju matcher under sin debutsäsong, varav samtliga som inhoppare. Andersson gjorde sin allsvenska debut den 12 juli 2014 borta mot Mjällby AIF (1–1), där han byttes in mot Christoffer Carlsson i 90:e minuten. I december 2014 förlängde Andersson sitt kontrakt med ett år. Efter säsongen 2015 lämnade han klubben.
I januari 2016 skrev Andersson på för norska Ørn-Horten. I juli 2016 gick Andersson till färöiska Skála IF.
I februari 2017 värvades Andersson av division 2-klubben Tvååkers IF, där han skrev på ett ettårskontrakt. I december 2017 förlängde Andersson sitt kontrakt med ett år. I december 2018 värvades Andersson av division 2-klubben IS Halmia. I juli 2019 återvände han till Tvååkers IF.
I juli 2023 återvände Andersson till Falkenbergs FF, där han skrev på ett 1,5-årskontrakt. Efter säsongen 2024 lämnade Andersson klubben.